# Mirorictus
Mirorictus is een monotypisch geslacht van straalvinnige vissen uit de familie van glaskopvissen (Platytroctidae).

## Soort
- Mirorictus taningi Parr, 1947